# 嘉量銘
嘉量銘（かりょうめい）とは、中国の新代、始建国元年（西暦9年）に皇帝の王莽の命により全国に配布された、容積に対する原器機能を中心とした度量衡の標準器「嘉量」に記された証明文。秦で行われた同様の証明文である権量銘を模倣したものである。

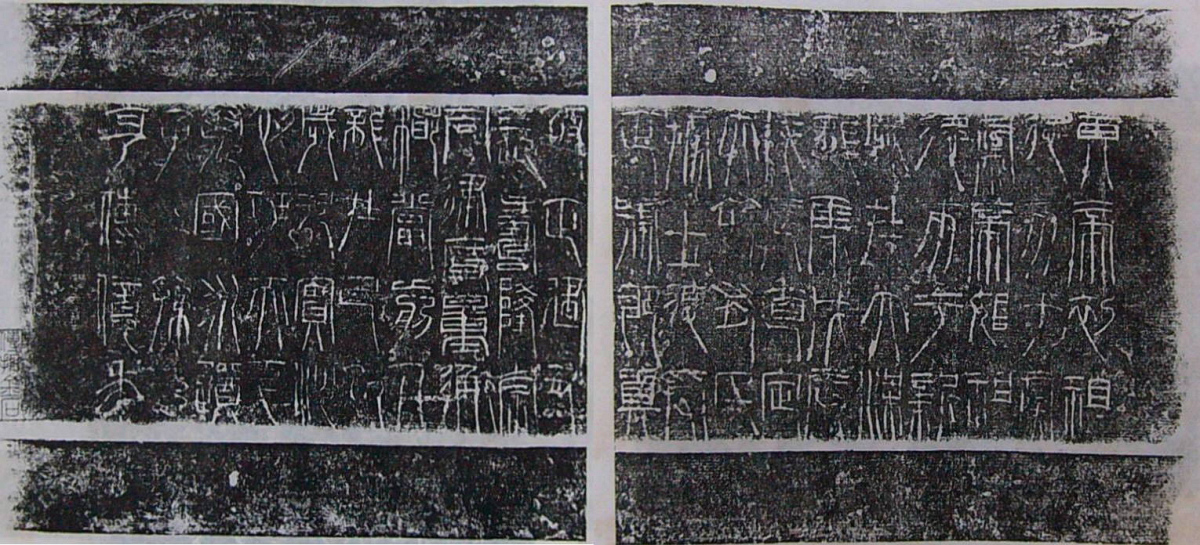
嘉量銘　　拓本

## 概要
初始元年（8年）11月、前漢皇室の外戚として権力をほしいままにしていた王莽は、ついに皇帝に即位し、国号を「新」と改めた。
王莽の政治は周の礼治を理想とする、ものであった。その一環として秦の模倣も行い、篆書を公式書体として復活させたほか、度量衡を改定して標準器「嘉量」を全国に配布したのである。この嘉量は青銅の枡で容積に関する原器としての機能が中心だったが、同時に長さ・重さの標準器としての働きもする特殊なものであった。なお「嘉量」とは本来「容積の標準器」全般のことであり、王莽のものは区別のため「新莽嘉量」と呼ばれることもある。
この際、秦代に証明文として標準器に刻まれた「権量銘」をも模倣し、篆書で証明文を刻した。これが「嘉量銘」である。

## 内容
嘉量銘は権量銘の模倣であるが、その文には中国神話や古代天文学、五行思想の要素が随所にちりばめられ、事実を簡潔に述べた権量銘に比べると非常に難解である。一部の語句は『漢書』王莽伝で、即位時に王莽が述べた言葉にも見える。以下に白文、訓読、訳を示す。
白文（旧字体）
黄帝初祖。徳帀（匝）于虞。虞帝始祖。徳帀（匝）于新。歳在大梁。龍集戊辰。戊辰直定。天命有民。據土徳受。正號即眞。改正建丑。長壽隆崇。同律度量衡。稽当前人。龍在己巳。歳次實沈。初班天下。萬国永遵。子々孫々。亨傳億年。
訓読（新字体）
黄帝は初祖、徳は虞に匝（めぐ）り、虞帝は始祖、徳は新に匝る。歳（さい）は大梁に在り、龍は戊辰に集まれば、戊辰直定し、天命にして民を有（たも）ち、土徳に拠りて受け、号を正して真に即（つ）く。建丑（けんちゅう）に改正し、長寿隆崇（りゅうしゅう）なり。律度量衡を同じくし、前人と稽当し、龍は己巳に在り、歳は実沈に次（やど）りて、初めて天下に班（わか）ち、万国永く遵（したが）い、子々孫々、亨（う）けて億年伝えよ。
口語訳
黄帝は我が始祖にして、その徳は虞（五帝の最後の帝である舜の別名）に集まり、虞は我が先祖にして、その徳も（また転々として同じ土徳である）新にめぐって来た。戊辰の年（初始元年）、木星は大梁の方角に至り、東方七宿（東にあって青龍を構成する7つの星）の星々が戊辰の方角に集まって、天下は安定した。ここに天命によって民を安堵せしめ、（火徳の前漢より生ずる）土徳によって（前漢に代わりその天命を）受けて国号を改め帝位に就いた。そして丑の月（初始元年12月）を年始と定め、長寿隆崇である。度量衡の基準を統一し、精密に考えた上で前人の制度に合わせた。東方七宿が己巳の方角に集まり、木星が実沈の方角に至った己巳の年（始建国元年）に至って、初めて天下に公布した。みな末永く守り実行し、子や孫の代まで受け継いで、億年の先までも長く伝えよ。
特に難解なのが天文によって年を表した部分である。木星が出て来るのは、木星が天球上を約12年周期で1周するために分かりやすく、当時の暦で年の基準として使われていたためである。「大梁」「実沈」は天球を12分割してそれぞれの位置に名前を付けた「十二次」の名前で、古くはこれによって年を表した。しかしこの時代には天球の12分割に十二支の名前をつけた「十二辰」が新たに用いられるようになっており、それに伴って年も干支表現となっていた。
つまり干支で書けば2字で済むところを、わざわざ小難しい天文の話、それも廃れた古い言い方を持ち出して来て表現し、回りくどく書いているわけである。

## 書風
書風は純粋な篆書体ではなく、小篆の縦に細長い辞界を守りながら曲線部分を強く角張らせている。その結果、小篆と漢代に発達した印用の篆書・印篆の中間のような書体になっており、独特の雰囲気を持つ。

## 研究と評価
嘉量銘はあくまで権量銘の模倣品であったが、嘉量自体は極めて優秀な標準器であったことから新の滅亡後も参考資料として保管され、実際に西晋代の泰始10年（274年）に朝廷内でこの嘉量を測定した記録が残っている。しかしその後流出したようで、東晋代の太元4年（379年）にそれらしい金属の枡が市で売られていたという記録を最後に行方不明となった。これにより一時その現存までも疑われたが、清の乾隆年間（1736年 - 1795年）に朝廷の倉庫内で再発見されている。
篆書による書蹟ではあるものの、嘉量本体込みで歴史的史料として評価されている面が強く、書としてはあまり評価されていない。このため研究は古代史や計量史など歴史の分野で行われ、書としての研究はほとんどない。